# Xiphopteris cornigera
Xiphopteris cornigera là một loài dương xỉ trong họ Polypodiaceae. Loài này được Baker Copel. mô tả khoa học đầu tiên năm 1947.